# Zirkus Almaty

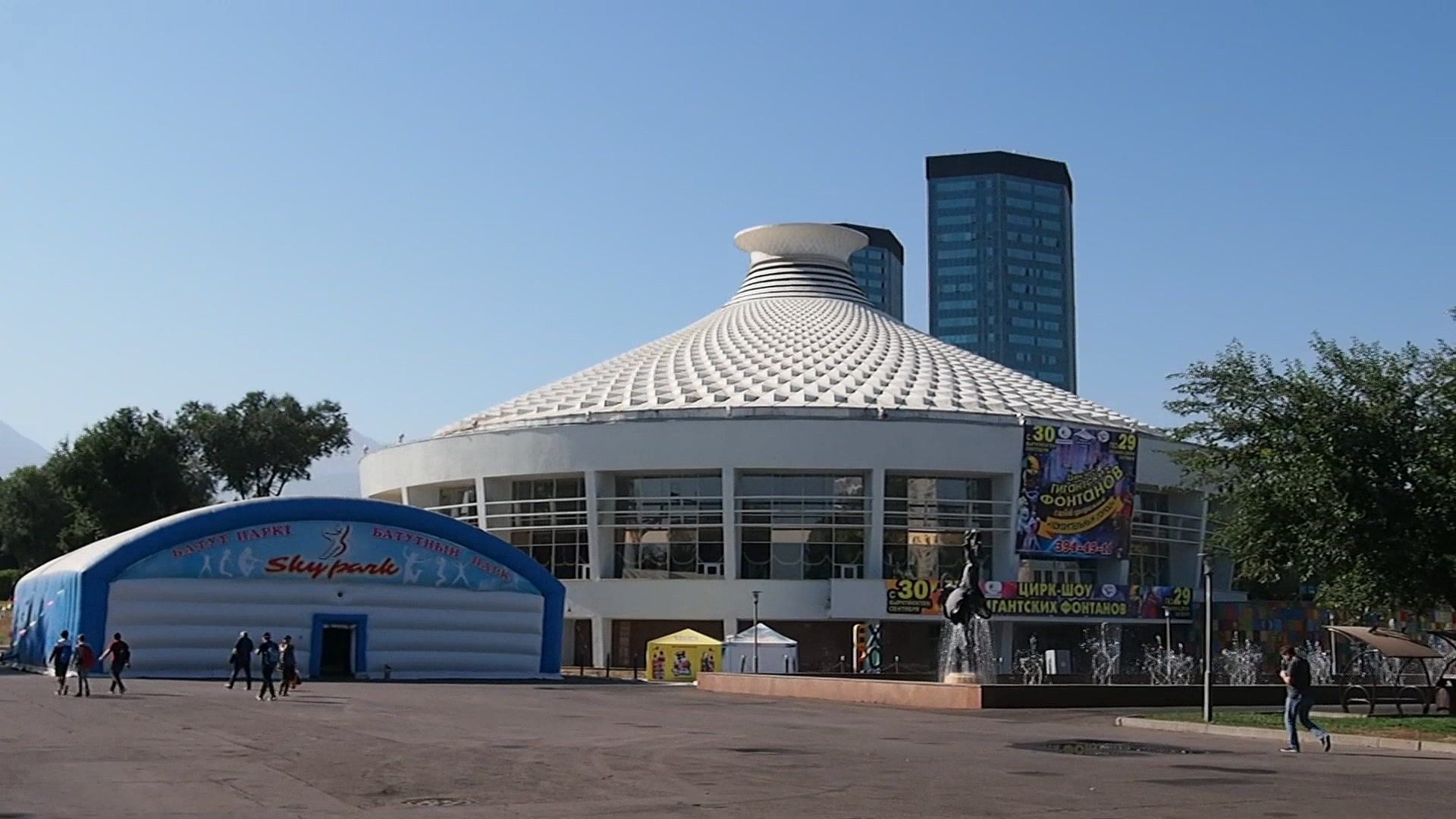
Zirkus Almaty

Der Kasachische Staatszirkus (kasachisch Қазақ Мемлекеттік Циркі, russisch Казахский государственный цирк) ist ein stationärer Zirkus in der kasachischen Großstadt Almaty. Gegründet wurde der Zirkus 1970.

## Geschichte
Der Zirkus Almaty wurde 1970 von Absolventen der staatlichen Schule für Zirkus, Varieté und Kunst in Moskau und einer Schule in Almaty gegründet. Die erste Vorstellung gab der Zirkus am 24. Juni 1970 im russischen Samara. Weitere Vorstellungen in der Sowjetunion, der Mongolei und der Tschechoslowakei folgten.
Das feste für regelmäßige Zirkusveranstaltungen genutzte Gebäude wurde 1972 erbaut. Im Januar 2003 wurde der Zirkus für ein Jahr geschlossen, da eine Renovierung des Gebäudes nötig war.
Seit Mai 2010 sind Delfine im Programm der Zirkusshows zu sehen.

## Gebäude
Das Gebäude wurde 1972 errichtet, basierend auf Entwürfen der Architekten W.S.Kazew und W.Slonow, es bietet 2.160 Zuschauern Platz. Die erste Vorstellung fand am 10. Juni 1972 statt.